# Crotalaria atrorubens
Crotalaria atrorubens är en ärtväxtart som beskrevs av George Bentham. Crotalaria atrorubens ingår i släktet sunnhampor, och familjen ärtväxter. Inga underarter finns listade i Catalogue of Life.